# Vicente Alejandro Guillamón
Vicente Alejandro Guillamón (Onda, 1930 - Collado Villalba, 2021) va ser un periodista i escriptor en llengua castellana valencià.

## Biografia
Fill petit d'una família de petits agricultors i ramaders, neix a Onda (Plana Baixa) en 1930 i mor a Collado Villalba (Madrid) 14/01/2021.
Perit mercantil per les escoles de Melilla i Màlaga i periodista format a l'antiga Escola Oficial de Periodisme de Madrid. Ha treballat al Telegrama del Rif com a corresponsal, en El Alcazar de PESA, a l'agència de notícies mexicana AMEX, a l'Agència EFE, on durant 17 anys passà de delegat regional de l'agència a la Comunitat Valenciana fins Redactor en Cap d'informació nacional, i a la revista d'informació religiosa Vida Nueva com a director.
Ocasionalment, en la dècada dels setanta, va exercir com a professor de redacció periodística en la Facultat de Periodisme de la Universitat de València.
El 1982, va fundar la UCIP (Unió Catòlica d'Informadors i Periodistes), organització que agrupa bona part dels periodistes catòlics espanyols.
Durant el franquisme va formar part en la clandestinitat dels grupuscles democristians que s'oposaven al règim. El 1960 va fundar, amb antics membres de la JOC (Joventut Obrera Catòlica), la Federació Sindical de Treballadors (FST), d'inspiració cristiana i activitat clandestina, que va acabar absorbida per l'USO (Unió Sindical Obrera), i el 1964 es va unir al sector socialista que intentava articular el PSOE (Partit Socialista Obrer Espanyol). La seva militància socialista va finalitzar el 1977 després del desengany que li va produir el camí seguit per aquesta organització política i el fet de no trobar-se còmode al marxisme, encara que fos moderat, a causa de la seva formació i posicionaments netament liberals. En aquest sentit, s'ha de tenir en compte que tant el seu avi com el seu pare eren profundament liberals. El seu avi va ser seguidor del Partit Liberal de Sagasta i el seu pare, Tomás Alejandro, nascut a la localitat de Santa Fe, Illa de Pinos (Cuba), va militar, primer, en aquest partit, on va arribar a ser alcalde de la petita localitat castellonenca d'Espadella, i després de la seva desaparició durant la república, en el Partit Republicà Radical que liderava Alejandro Lerroux.

## Obra

### Assaig
- Justicia Social: Doctrina para un sindicalismo de inspiración cristiana. Madrid: Pluma 1962.
- La política al desnudo. València: Pluma 1975.
- Neopersonalismo Cristiano: Una teoría para la participación en la vida pública. Madrid: Editorial San Pablo, 1997. Una obra destinada a aclarir aquell estat nebuloso, suposat o sobreentès, en què està sumida l'expressió humanisme cristià i sobre com i cap a on es podrien dirigir els criteris de participació dels cristians en la vida pública actual i en el futur.
- Pròleg i epíleg del llibre Diez horas d'Estat Cátala: La insurrección separatista d'Esquerra Republicana explicada por un testigo ocular en octubre de 1934, de Enrique de Angulo. Madrid: Ediciones Encuentro, 2005.
- El caos de la Segunda República: breve historia de los hechos que antecedieron a la Guerra Civil Española, Madrid: LibrosLibres, 2006.
- Los masones en el Gobierno de España. La belicosa història de la masonería espanyola i els seus repetits assalts al poder, Madrid: LibrosLibres, 2009. ISBN 9788492654130
- Defensa Cristiana del Liberalismo. És possible ser catòlic i liberal sense patir algun tipus d'esquizofrènia ideològica? L'autor aborda el complex i sovint tèrbol món de la política en clau liberal i alhora cristiana, dos enfocaments considerats habitualment com antagònics. Pròleg del professor Carlos Rodríguez Braun. Ediciones De Buena Tinta, 2013, ISBN 978-84-941681-2-3.

### Teatre
- Crónica de sucesos, és un reportatge tendenciós escenificat en verd llangardaix ocel·lat i negre xarol dividit en tres actes. Un text d'ambient policíac amb sis personatges (quatre masculins i dos femenins). Madrid: AAT- Asociación de Autores de Teatro, 2000.

### Novel·la
- Corpus de sangre en Toledo. Madrid: Ediciones Encuentro, 1985.

### Obra satírica
- Las señoras tienen un gran provenir por delante. Alboraia: Pluma, 1977. Obra satírica on es qüestionen els motius dels moviments feministes.